# The Number of the Beast
The Number of the Beast er et album fra heavy metalbandet Iron Maiden der blev udgivet i 1982 gennem EMI i England og originalt gennem Harvest Records/Capitol Records i USA (nu gennem Sanctuary Records/Columbia Records) Metal-Rules.com kårede det som det andet bedste heavy metalalbum til dato.

## Historie
Selvom Iron Maiden var ved at opnå høj succes i verden takket være deres gennembrud med albummet Killers, blev forsanger Paul Di'Anno fyret fra bandet på grund af hans alkohol og stofmisbrug. The Number of the Beast blev derfor Bruce Dickinsons debutalbum med bandet. 
Albummet endte på den engelske hitliste som nummer 1 med singlen "Run to the Hills" som nåede plads nummer 7. 
På Billboard musikhitlisten hittede "Hallowed be thy name" som nummer 50 på Mainstream Rock listen. Albummet havde sit toppunkt som nummer 33 og nummer 150 på Pop Albums og Billboard Top 200 hitlisten. I 1983 blev The Number of the Beast tildelt gold status i USA og platinum nogen få år efter. 
Dette er det eneste album hvor trommespilleren Clive Burr har skrevet en sang. Det er en af de mange grunde til albummet er så forskelligt fra de forrige udgivelser også på grund af vokalist udskiftningen. Dette var også det første album hvor Adrian Smith havde været med til at skrive sangene på. 
Iron Maidens bassist, Steve Harris har udtalt at det var en fejltagelse fra bandets side at inkludere sangen "Gangland". Bandet stod med valget mellem "Gangland og "Total Eclipse" da albummet skulle udgives, og de valgte "Gangland", hvilket var det forkerte valg. Baggrunden på albumcoveret er blå på det originale album fra 1982. Dette var også en fejl. Baggrunden skulle have været sort.  
I 1998 blev en remastered version af The Number of the Beast udgivet hvor "Total Eclipse" var inkluderet og baggrunden på albumcoveret sort, som det oprindeligt var meningen at det skulle være. 

### Under anklage
Albummet skabte en del stridigheder, mest i Amerika på grund af sangteksterne blev fejlfortolket og folk mente at sangen "The Number of the Beast" lagde vægt på satanistiske værdier. Iron Maiden blev derfor anklaget for at være satanister. Bandet afviste dog anklagerne og påpegede at sangen handlede om en drøm Steve Harris havde om Satan. Mange medier mente dog alligevel det modsatte, inklusiv Rolling Stone som udtalte at "opkæften sammen med formålsløshed beviser endnu engang, at dårligt musik er helvedet."

## Numre
1. "Invaders" – 3:23
2. "Children of the Damned" – 4:34
3. "The Prisoner" – 6:02
4. "22 Acacia Avenue" – 6:36
5. "The Number of the Beast" – 4:50
6. "Run to the Hills" – 3:52
7. "Gangland" – 3:47
8. "Hallowed be thy name" – 7:10

## Musikere
- Bruce Dickinson – Vokal
- Dave Murray – Guitar
- Adrian Smith – Guitar, bagvokal
- Steve Harris – Bas guitar, bagvokal
- Clive Burr – Trommer